# Sympetrum gilvum
Sympetrum gilvum is een libellensoort uit de familie van de korenbouten (Libellulidae), onderorde echte libellen (Anisoptera).
De wetenschappelijke naam Sympetrum gilvum is voor het eerst geldig gepubliceerd in 1884 door Selys.